# Royale Charleroi Sporting Club
Il Royal Charleroi Sporting Club, meglio noto come R. Charleroi SC e comunemente chiamato Charleroi, è una società calcistica belga con sede nella città di Charleroi. Milita nella Pro League, la massima divisione del campionato belga di calcio.

## Storia
Il Charleroi Sporting Club è stato fondato il 1º gennaio 1904 ed è stato registrato alla Federcalcio belga il 24 novembre dello stesso anno (matricola n° 22). Nel 1924, la squadra si qualificò per giocare la Seconda Divisione e nel 1929 fu aggiunto il prefisso Royale al nome. Il Charleroi giocò nella Prima Divisione alla fine degli anni trenta, mentre negli anno 40 giocò nella Seconda Divisione fino alla promozione del 1947.
Nel 1949, Il Charleroi terminò 4° in campionato, ma pochi anni dopo retrocedette in Seconda Divisione.
Nel 1969, tornato in prima Divisione, termina il campionato al 2º posto, a 5 punti dallo Standard Liegi, qualificandosi per la Coppa delle Fiere 1969-1970, ma due anni dopo retrocede ancora.
Nel 1974 la Prima divisione passa da 16 a 20 squadre e il Charleroi viene ammesso a giocarla. Retrocede nuovamente nel 1980 (17° su 18) ma 5 anni dopo torna nuovamente nella massima serie.

## Allenatori
- 1968-1969  Jiří Sobotka
- 1969-1971  Lukas Aurednik
- 1974-1975  Léopold Anoul
- 1975-1976  Jean-Paul Colonval
- 1976-1978  Félix Week
- 1978-1979  Jean-Baptiste Piccinin
- 1979-1982  Michel Delire e Jean-Baptiste Piccinin
- 1982-1983  Jean-Baptiste Piccinin
- 1983-1984  Eric Vanlessen
- 1984-1987  André Colasse
- 1987-1988  Aimé Anthuenis
- 1988-1990  Eric Vanlessen
- 1990-1991  Georges Heylens
1991  Raymond Mertens
- 1991-1992  Luka Peruzović
- 1992-1994  Robert Waseige
- 1994-1995  Georges Leekens
- 1995-1997  Luka Peruzović
- 1997-1999  Robert Waseige
1999  Luka Peruzović (lug.-8 dic.)
- 1999-2000  Raymond Mommens
2000  Manu Ferrera
- 2000-2002  Enzo Scifo
2002  Étienne Delangre
- 2002-2003  Dante Brogno (nov. 2002-ott. 2003)
- 2003-2004  Robert Waseige (15 ott. 2003-26 apr. 2004)
- 2004-2007  Jacky Mathijssen
- 2007  Philippe Vande Walle (lug.-dic.)
- 2007-2008  Thierry Siquet (11 dic. 2007-9 dic. 2008)
- 2008-2009  John Collins
- 2009  Stéphane Demol
- 2009  Jacky Mathijssen
- 2009  Stéphane Demol (lug.-nov.)
- 2009-2010  Tommy Craig (20 nov. 2009-14 apr. 2010)
- 2010  Jacky Mathijssen (lug.-set.)
- 2010-2011  Csaba László (23 set. 2010-17 mar. 2011)
2011  Zoltan Kovacs (24 mar.-4 apr.)
2011  Luka Peruzović (apr.-giu.)
- 2011  Jos Daerden (lug.-set.)
- 2011-2012  Tibor Balogh (27 set. 2011-22 feb. 2012)
2012  Mario Notaro (23 feb.-5 mar.)
2012  Dennis van Wijk (mar.-giu.)
- 2012-2013  Yannick Ferrera (lug. 2012-14 feb. 2013)
2013  Luka Peruzović (feb.-mar.)
2013  Mario Notaro (mar.-apr.)
- 2013-2019  Felice Mazzu
- 2019-2021  Karim Belhocine
- 2021-2022  Edward Still
- 2022-  Felice Mazzu

## Palmarès

### Competizioni nazionali
- Tweede klasse: 2

1946-1947, 2011-2012
- Derde klasse: 2

1928-1929, 1936-1937 (girone A)

### Altri piazzamenti
- Campionato belga:

Secondo posto: 1968-1969
Terzo posto: 2019-2020
- Coppa del Belgio:

Finalista: 1977-1978, 1992-1993
Semifinalista: 2005-2006
- Coppa di Lega belga:

Semifinalista: 1974-1975
- Tweede klasse:

Secondo posto: 1984-1985

## Statistiche

### Partecipazione alle competizioni UEFA
Aggiornato a maggio 2016
| Competizione      | Giocate | V | N | P | GF | GS |
| ----------------- | ------- | - | - | - | -- | -- |
| Europa League     | 4       | 2 | 0 | 2 | 9  | 7  |
| Coppa UEFA        | 2       | 1 | 0 | 1 | 2  | 3  |
| Coppa Intertoto   | 10      | 3 | 3 | 4 | 11 | 11 |
| Coppa delle Fiere | 4       | 3 | 0 | 1 | 8  | 5  |
| TOTALE            | 16      | 7 | 3 | 6 | 21 | 19 |

## Organico

### Rosa 2025-2026
Aggiornata al 3 agosto 2025.
| N. |                           | Ruolo | Calciatore             |
| -- | ------------------------- | ----- | ---------------------- |
| 4  | Siria (bandiera)          | D     | Aiham Ousou            |
| 5  | Francia (bandiera)        | C     | Etienne Camara         |
| 7  | Belgio (bandiera)         | A     | Isaac Mbenza           |
| 8  | Norvegia (bandiera)       | A     | Jakob Napoleon Romsaas |
| 9  | Palestina (bandiera)      | A     | Oday Dabbagh           |
| 10 | Costa d'Avorio (bandiera) | C     | Parfait Guiagon        |
| 15 | Norvegia (bandiera)       | D     | Vetle Dragsnes         |
| 17 | Belgio (bandiera)         | A     | Antoine Bernier        |
| 19 | Serbia (bandiera)         | A     | Nikola Štulić          |
| 20 | Francia (bandiera)        | A     | Freddy Mbemba          |
| 21 | Cipro (bandiera)          | D     | Stelios Andreou        |
| 22 | Algeria (bandiera)        | C     | Yacine Titraoui        |
| 24 | Belgio (bandiera)         | D     | Mardochée Nzita        |
| 25 | Belgio (bandiera)         | A     | Antoine Colassin       |
| 28 | Ghana (bandiera)          | A     | Raymond Asante         |

| N. |                           | Ruolo | Calciatore        |
| -- | ------------------------- | ----- | ----------------- |
| 29 | Slovenia (bandiera)       | C     | Žan Rogelj        |
| 30 | Costa d'Avorio (bandiera) | P     | Mohamed Koné      |
| 32 | Marocco (bandiera)        | D     | Mehdi Boukamir    |
| 33 | Belgio (bandiera)         | P     | Théo Defourny     |
| 40 | Marocco (bandiera)        | C     | Yassine Khalifi   |
| 42 | Belgio (bandiera)         | P     | Nicolas Closset   |
| 43 | Belgio (bandiera)         | C     | Quentin Benaets   |
| 44 | Francia (bandiera)        | D     | Massamba Sow      |
| 55 | Belgio (bandiera)         | P     | Martin Delavallée |
| 56 | Marocco (bandiera)        | C     | Amine Boukamir    |
| 80 | Belgio (bandiera)         | A     | Youssuf Sylla     |
| 95 | Mali (bandiera)           | D     | Cheick Keita      |
| 98 | Martinica (bandiera)      | D     | Jeremy Petris     |
| 99 | Belgio (bandiera)         | A     | Anthony Descotte  |
|    | Haiti (bandiera)          | A     | Mondy Prunier     |